# Захоплення руху

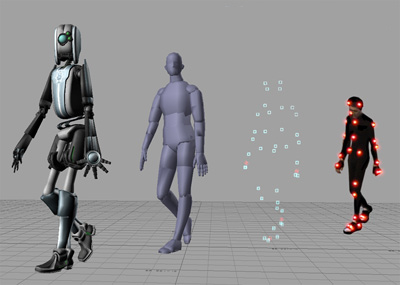

Захоплення руху (англ. Motion capture) — технологія цифрового запису рухів що використовується у розважальному, медичному, спортивному, анімаційному та кінематографічному програмному забезпечені.
Саме за такою технологією було знято «Полярний експрес», «Різдвяну історію», «Беовульф» і створено таких персонажів як Горлум у «Володарі Перснів» та Кінг-Конг у фільмі Пітера Джексона. Суть цього надбання комп'ютерного прогресу полягає у такому: на актора надягають спеціальний костюм, обліплений багатьма датчиками, що сканують рухи актора (зокрема його м'язів і кісток) і передають до головного комп'ютера. Таким чином виходить, що перед фахівцем на екрані «витанцьовує» скелет актора, на який можна накласти будь-що.
Перевагами використання цієї технології є: здатність відтворювати схожі рухи завдяки базі даних, збереженій на комп'ютері; швидке опрацювання даних і швидше створення продукту, порівняно з традиційними анімаційними методами; можна використовувати безоплатні програми, або достатньо дешеві, що також значно знижує витрати на виробництво фільму. Проте, незважаючи на певні бонуси цієї технології, все ж таки нею користуються достатньо рідко і для виконання складних робіт: створення міфічних чи нереальних персонажів і т. д. Достатньо рідко фільм повністю знімають за цією технологією.

## Переваги
Захоплення рухів має свої переваги у порівнянні із традиційним анімуванням 3D моделі:
- Доволі швидкий процес створення анімації, її можна отримувати навіть в режимі реального часу. Використання даної технології для створення розважальних застосунків може зменшити витрати на створення ключових кадрів анімації.
- Обсяг роботи набагато менше залежить від складності чи тривалості анімації в порівнянні з традиційною технікою. Це дозволяє створювати багато тестових анімацій, щоб можна було оцінити різні стилі та постановки, таким чином якість кінцевого результату залежить тільки від майстерності актора.
- Складні рухи та реалістичну фізичну взаємодію, такі як вторинні рухи, вплив ваги та фізичної сили при взаємодії об'єктів, все це можна легко відтворити з фізичною точністю.
- Кількість анімаційної інформації, яку можна отримати протягом заданого відрізка часу в рази більша, якщо порівнювати із традиційними методами анімації. Завдяки цьому процес створення анімації стає: ефективнішим, дешевшим і за коротші терміни.
- Потенційне зниження собівартості за рахунок безоплатного програмного забезпечення чи сторонніх рішень.

## Недоліки
- Для отримання та обробки даних потрібне спеціальне апаратне та програмне забезпечення.
- Ціна програмного забезпечення, обладнання та необхідного персоналу може бути не по кишені для малих виробництв.
- Системи захоплення мають різні технічні вимоги до середовища в якому працюють, наприклад: поле зору камер або магнітне викривлення.
- При невдалому записі, простіше перезаписати сцену, а не намагатися виправити недолік. Лише деякі системи дозволяють в реальному часі переглядати дані, щоб вирішити, що саме має бути знято знов.
- Первинний результат одного захоплення обмежений простором який доступний для пристроїв захоплення.
- Дана технологія не підходить для захоплення специфічних рухів та фізичних взаємодій, які не можуть бути відтворені у реальному житті.
- В традиційних методах анімації, часто роблять акцент на затримці перед важливою сценою. Також доволі часто використовують принцип «стиснення і розтягування». Такі ефекти, в техніці захоплення руху, можна додати в ручному режимі тільки після захоплення.
- Можуть виникати артефакти у випадку якщо пропорції комп'ютерної моделі відрізняються від об'єкта, який захоплюють. Наприклад, якщо анімаційний персонаж має великі габарити, а розміри, людини яка грає роль цього персонажу, відрізняються то цілком реальна ситуація коли руки персонажа перетинатимуться із корпусом.